# Adamstown (Maryland)
Pour les articles homonymes, voir Adamstown (homonymie).
Adamstown est une census-designated place située dans le comté de Frederick, dans l’État du Maryland, aux États-Unis. Lors du recensement de 2020, elle comptait 2 331 habitants.